# درمرة (مقاطعة دورة)
درمرة (بالفارسية: درمره) هي قرية تقع في قسم كشكان الريفي (مقاطعة دورة) في إيران. يقدر عدد سكانها بـ 656 نسمة .